# Adarnases d'Artanudji
Adarnases d'Artanoudji, o Adarnases VIII Bagration (mort frare l'any 945 sota el nom de Basili) fou un príncep georgià d'Artanudji del segle x, de la família dels Bagràtides.
Adarnases Bagration era el fill gran de Bagrat I d'Artanudji Bagration (mort l'any 900), mamphal i príncep d'Artanudji. En el seu De administrando imperio, Constantí Porfirogènit diu que a la mort de Bagrat, els seus tres fils Adarnases, Gurguèn i Asoci van compartir els seus territoris. Però aviat, Gurguèn va morir i Adarnases va annexar els seus dominis. Finalment, Asoci també va morir el 939, cosa que li va permetre d'unificar el Artanudji, excepte la part (la Calarzene) que havia passat al seu oncle David I d'Artanudji a la mort de Bagrat I. Després d'una alliança amb aquest, finalment Adarnases va abdicar i li va deixar les seves terres. Es va fer frare sota el nom de Basili i va morir el 945. Segons certes fonts, l'emperador Lleó VI li va oferir la dignitat de curopalata.
El seu matrimoni amb la filla de David I d'Artanudji no va tenir descendència.